# The Snow Goose
The Snow Goose (с англ. — «Снежный Гусь») — третий студийный альбом прог-рок-группы Camel, вышедший в 1975 году.

## Об альбоме
Все композиции альбома полностью инструментальные и написаны Эндрю Латимером и Питером Барденсом в соавторстве. В отличие от предыдущего альбома Camel «Mirage» музыканты предпочли создать большое количество коротких композиций малому количеству длинных.
Альбом достиг 22 позиции в чартах Великобритании. На сегодняшний день альбом The Snow Goose наиболее известен из всех работ группы и фактически является её визитной карточкой.
В 2013 году группа перезаписала альбом, приурочив это к европейскому туру. Альбом вышел 4 ноября с новым оформлением и слегка изменёнными аранжировками.
Альбом занимает 16 место в списке «25 лучших классических альбомов прогрессивного рока» по версии PopMatters.

## Разбирательства с Полом Гэллико
Концепция альбома построена на одноимённом рассказе американского писателя Пола Гэллико. Группа обращалась к Гэллико, чтобы тот написал тексты песен к альбому, но он отказался, поскольку название группы Camel у него ассоциировалось лишь с одноименной сигаретной компанией. Также Гэллико обратился в суд с целью запрета использования названия рассказа как названия альбома. Результатом суда стала небольшое уточнение названия на обложке: «Music inspired by the Snow Goose» (рус. «Музыка, вдохновленная Снежным Гусем»).

## Список композиций и сюжет
Ниже представлено примерное соответствие песен альбома и сюжета пьесы.
1. The Great Marsh (2:02). Ночь на болотах, как раз перед восходом солнца.
2. Rhayader (3:01). Раяйдер — горбун. Он живёт в старом маяке на Эссекских болотах и заботится о диких и раненых птицах.
3. Rhayader Goes To Town (5:20). Раяйдер приходит в город. Жители смотрят на него настороженно из-за его внешности, хотя и с внутренней симпатией к его благородной душе.
4. Sanctuary (1:05). Девочка Фрита находит на Эссексом побережье истощенного, раненого и снесенного с курса морским штормом гуся. Она берет его и несет к Раяйдеру, поскольку слышала, что он заботится о птицах.
5. Fritha (1:19). Когда она встречает Раяйдера, она пугается его внешнего вида, но её дело пересиливает её страх. Она отдает Раяйдеру Гуся.
6. The Snow Goose (3:12)
7. Friendship (1:44). По мере своего выздоровления Снежный Гусь часто навещает Фриту. У трех друзей растет привязанность друг к другу.
8. Migration (2:01). Выздоровевший Снежный Гусь улетает.
9. Rhayader Alone (1:50). С отлетом Гуся Фрита больше не приходит к Раяйдеру, и тот, как и прежде, остается наедине с болотами.
10. Flight Of The Snow Goose (2:40). Однажды высоко в небе появляется знакомая фигура белой птицы. Раяйдер в радости посылает к Фрите.
11. Preparation (3:58). Раяйдер готовится отплывать с небольшим количеством других лодок на помощь раненым солдатам в Дюнкерке.
12. Dunkirk (5:19). Раяйдер отплывает. Снежный Гусь оставляет Фриту и летит за ним.
13. Epitaph (2:07). Раяйдер спасает множество раненых, пока его не поражают. Снежный Гусь был замечен кружащимся вокруг маленькой лодки, идущей вниз по течению.
14. Fritha Alone (1:40)
15. La Princesse Perdue (4:44). Фрита понимает, что Раяйдера уже нет, но все ещё стоит в поисках Снежного Гуся.
16. The Great Marsh (1:20)

## Бонус-треки на ремастированном диске 2002 года
1. Flight of The Snow Goose (Single Edit) 2:05
2. Rhayader (Single Edit) 3:09
3. Flight of the Snow Goose (Alternate Single Edit) 2:49
4. Rhayader Goes to Town (Recorded Live at The Marquee Club) 5:07
5. The Snow Goose / Freefall (Recorded Live at The Marquee Club) 11:01

## Участники записи
- Эндрю Латимер — гитара, флейта, вокал (вокализ)
- Питер Барденс — клавишные
- Дуг Фергюсон — бас-гитара
- Энди Уорд — ударные, перкуссия

Запись версии 2013 года:
- Эндрю Латимер — гитара, флейта, клавишные
- Гай Лебланк — клавишные, акустическая гитара
- Колин Бас — бас-гитара, акустическая гитара
- Денис Клемент — ударные, перкуссия, клавишные, бас-гитара.

Приглашенные музыканты:
- Ян Шелхаас (Caravan) — клавишные
- Джейсон Харт (Renaissance) — клавишные, акустическая гитара.